# Aicmofòbia

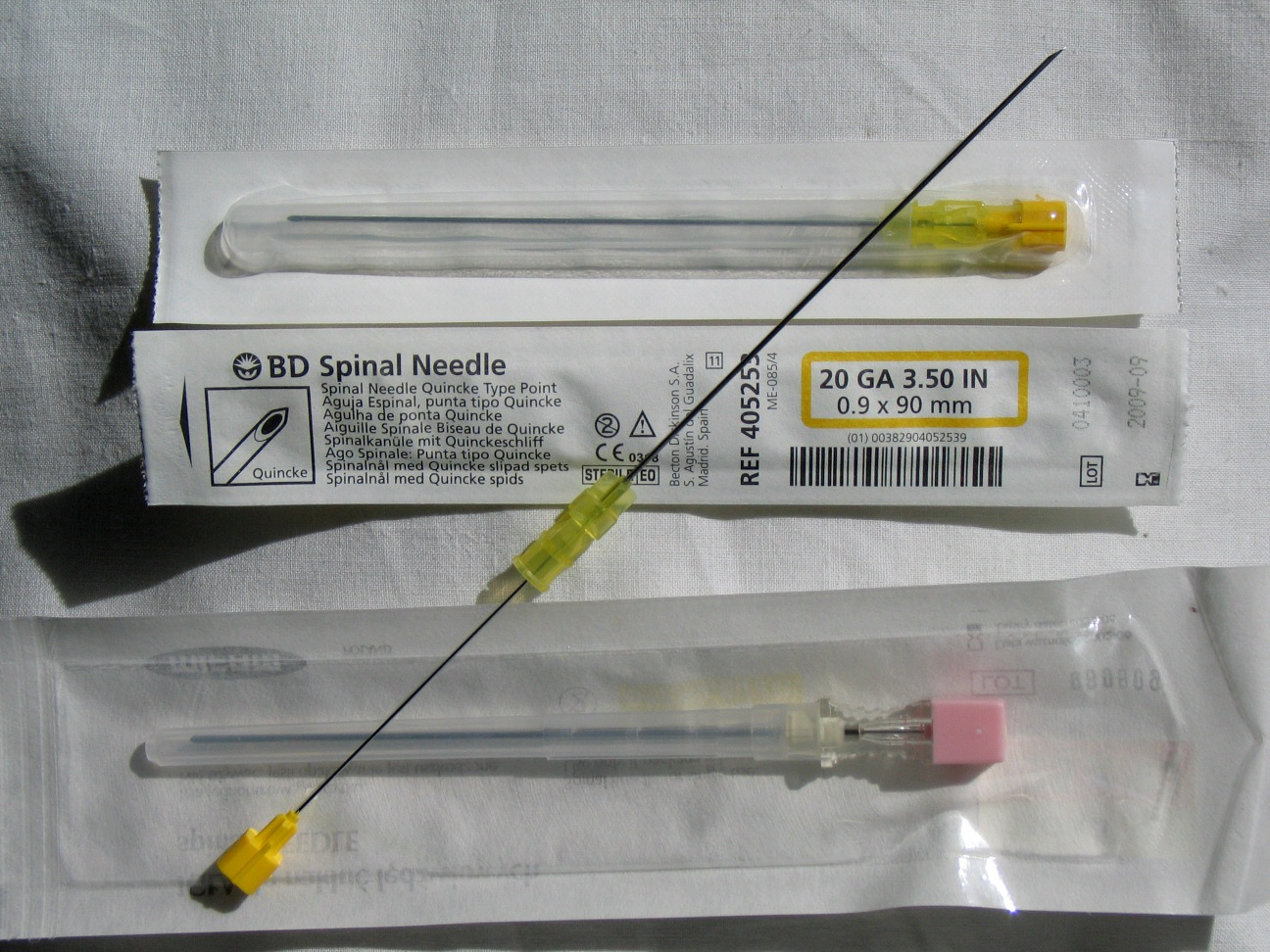
Agulles d'hospital

L'aicmofòbia és una fòbia que es manifesta quan la persona té por de tocar o ser tocar per objectes punxants, causat pel contacte o per la vista, i d'altres tipus que comparteixen certa relació amb la belonefòbia.
Un exemple d'aquesta fòbia és la por a assistir al consultori dental, els odontòlegs necessiten saber si la por a les agulles, el tractament dolorós i els comentaris negatius de certes persones són els principals temors dels pacients.